# Lijst van voetbalinterlands Belize - Nicaragua (vrouwen)
Deze lijst van voetbalinterlands is een overzicht van alle officiële voetbalinterlands tussen de nationale vrouwenteams van Belize en Nicaragua. De landen hebben tot nu toe één keer tegen elkaar gespeeld.

## Wedstrijden
| № | Plaats   | Datum         | Competitie                       | Wedstrijd          | Uitslag |
| - | -------- | ------------- | -------------------------------- | ------------------ | ------- |
| 1 | San José | 10 maart 2013 | Centraal-Amerikaanse Spelen 2013 | Nicaragua − Belize | 2 − 1   |

## Samenvatting
| Competitie                  | Totaal gespeeld | Winst Belize | Gelijk | Winst Nicaragua | Doelsaldo Belize – Nicaragua |
| --------------------------- | --------------- | ------------ | ------ | --------------- | ---------------------------- |
| Centraal-Amerikaanse Spelen | 1               | 0            | 0      | 1               | 1 − 2                        |
| Totaal                      | 1               | 0            | 0      | 1               | 1 − 2                        |